# Червоний скорпіон
Червоний скорпіон (англ. Red Scorpion) — бойовик 1988 року.

## Сюжет
Микола Раченко — боєць радянського спецназу, найкращий у своїй справі, отримує завдання увійти в довіру до африканських бунтівників, і ліквідувати лідера повстанців — людину на ім'я Сундата. Після провалу місії він виявляється не кому не потрібен, а повернувшись в свій табір піддається насильству з боку керівництва. Однак під час тортур Раченко зумів звільнитися і втекти. Знесилений, він пролежав в пустелі всю ніч, а вранці його знаходять бушмени, з якими він подружився і навіть заслужив татуювання мисливця у вигляді червоного скорпіона на грудях. Проведений час з місцевими жителями наставляють героя на шлях істини, щоб допомагати підготувати повстання проти комуністів-загарбників.

## У ролях
| Актор              | Роль                     |
| ------------------ | ------------------------ |
| Дольф Лундгрен     | лейтенант Микола Раченко |
| М. Еммет Волш      | Дьюї                     |
| Аль Вайт           | Калунда Кінташ           |
| Т.П. МакКенна      | генерал Вортек           |
| Кармен Ардженциано | Зайас                    |
| Алекс Колон        | Мендес                   |
| Брайон Джеймс      | Краснов                  |
| Рубен Нтоді        | Анго Сундата             |